# Колико
Колико (итал. Colico) — коммуна в Италии, располагается в регионе Ломбардия, подчиняется административному центру Лекко.
Население составляет 6741 человек (на 2004 г.), плотность населения составляет 179 чел./км². Занимает площадь 35 км². Почтовый индекс — 23823. Телефонный код — 0341.
Покровителем коммуны почитается святой Георгий.

## Города-побратимы
- Вольфегг, Германия